# Robert Johnson (svensk musiker)
Robert Johnson, född 27 oktober 1964, är en svensk musiker och musikproducent. Han var medlem i gruppen Robert Johnson and Punchdrunks. Gruppen bildades 3 november 1992 i Solna och Robert Johnson var fram till slutet och albumet ”Morte Di Seeburg” 2017 den ende kvarvarande medlemmen från originaluppsättningen. Robert Johnson & Punchdrunks har bland annat anlitats för produktion av film & TV-musik, däribland Kopps. The Osbournes, Kent Agent och Fredrik Lindströms långfilm ”Känd från TV”.
Johnson har även varit medlem i grupperna The BottleUps och The Rumblers som båda kommer från Solna och som verkade inom samma musikaliska genre, där den största förebilden var Link Wray. Johnson äger skivbolaget Nilroy Records. Vid sidan om musiken arbetar han som musikredaktör på SR samt har skrivit böckerna ”Ingen Tröstar Bananflugor” samt ”Djävulens Kulturattaché” från 2019 respektive 2021. Johnson gav 2020 ut albumet ”Yoko: The Best Beatle” med musikgruppen Cantona Gut System, där även Johan Skugge ingick. Från 2021 är Johnson en av två medlemmar i Robert Johnson & Reverend J. Leksell, den sistnämnde från Malmögruppen Dipper. Johnson har även gruppen Kölsvin tillsammans med Peter Lagerheim.  